# Man from Tangier
Man from Tangier é um filme policial produzido no Reino Unido, dirigido por Lance Comfort e lançado em 1957.